# Not Me (série télévisée)
 (mars 2024).
La mise en forme du texte ne suit pas les recommandations de Wikipédia : il faut le « wikifier ».
Les points d'amélioration suivants sont les cas les plus fréquents. Le détail des points à revoir est peut-être précisé sur la page de discussion.
- Les titres sont pré-formatés par le logiciel. Ils ne sont ni en capitales, ni en gras.
- Le texte ne doit pas être écrit en capitales (les noms de famille non plus), ni en gras, ni en italique, ni en « petit »…
- Le gras n'est utilisé que pour surligner le titre de l'article dans l'introduction, une seule fois.
- L'italique est rarement utilisé : mots en langue étrangère, titres d'œuvres, noms de bateaux, etc.
- Les citations ne sont pas en italique mais en corps de texte normal. Elles sont entourées par des guillemets français : « et ».
- Les listes à puces sont à éviter, des paragraphes rédigés étant largement préférés. Les tableaux sont à réserver à la présentation de données structurées (résultats, etc.).
- Les appels de note de bas de page (petits chiffres en exposant, introduits par l'outil «  Source ») sont à placer entre la fin de phrase et le point final[comme ça].
- Les liens internes (vers d'autres articles de Wikipédia) sont à choisir avec parcimonie. Créez des liens vers des articles approfondissant le sujet. Les termes génériques sans rapport avec le sujet sont à éviter, ainsi que les répétitions de liens vers un même terme.
- Les liens externes sont à placer uniquement dans une section « Liens externes », à la fin de l'article. Ces liens sont à choisir avec parcimonie suivant les règles définies. Si un lien sert de source à l'article, son insertion dans le texte est à faire par les notes de bas de page.
- La présentation des références doit suivre les conventions bibliographiques. Il est recommandé d'utiliser les modèles {{Ouvrage}}, {{Chapitre}}, {{Article}}, {{Lien web}} et/ou {{Bibliographie}}. Le mode d'édition visuel peut mettre en forme automatiquement les références.
- Insérer une infobox (cadre d'informations à droite) n'est pas obligatoire pour parachever la mise en page.

Pour une aide détaillée, merci de consulter Aide:Wikification.
Si vous pensez que ces points ont été résolus, vous pouvez retirer ce bandeau et améliorer la mise en forme d'un autre article.
 (mars 2024).

Not Me (thaï : เขา...ไม่ใช่ผม ; RTGS : Khao... Mai Chai Phom, lit. He... Is Not Me) est une série dramatique télévisée d'action thaïlandaise, avec Jumpol Adulkittiporn (Off) et Atthaphan Phunsawat (Gun). L'intrigue tourne autour de White se déguisant en son frère jumeau Black afin de découvrir qui l'a trahi, qui l'a attaqué et l'a mis dans le coma.
Réalisée par Anucha Boonyawatana (Nuchie) et produite par la société de production thaïlandaise GMMTV, cette série est l'une des seize séries télévisées de la société pour 2021 lors de leur événement « GMMTV 2021 : The New Decade Begins » le 3 décembre 2020. Il sera diffusé tous les dimanches à 20h30 (20h30) sur GMM25 (en remplacement de la rediffusion dominicale de Our Skyy) et sur la plateforme de streaming AIS PLAY simultanément. La bande-annonce officielle est sortie le 29 novembre 2021, avec ses castings et personnages officiels,.
Il figurait sur la liste des meilleurs séries BL de Teen Vogue en 2022.

## Synopsis
Les vrais jumeaux Black (Gun) et White (également Gun) partagent un lien émotionnel si fort qu'ils ressentent la douleur l'un de l'autre. Pour atténuer leur lien, leurs parents les séparent au début de leur adolescence. Après avoir obtenu son diplôme universitaire à l'étranger, White retourne à Bangkok pour suivre les traces de son père en se préparant à devenir diplomate. Cependant, peu de temps après son arrivée en Thaïlande, le lien avec son jumeau se fait à nouveau sentir puisque White souffre d'atroces douleurs lorsque Black est battu jusqu'au coma. Afin de découvrir qui a blessé son frère, White prend son identité et infiltre le gang de Black composé d'activistes politiques - un groupe d'étudiants universitaires devenus justiciers, qui risquent leur vie pour une société thaïlandaise plus juste.
De plus en plus, White se retrouve à remettre en question sa propre complicité dans la dynamique conservatrice et injuste qui l’entoure. En cours de route, son coéquipier et rival de Black, Sean (Off), soupçonne l'empathie soudaine et la réserve de « Black »,et tombe amoureux de cette nouvelle version de lui. Alors que l'emprisonnement et la mort constituent une menace constante pour leur vie, White se retrouve à déclencher un soulèvement généralisé contre l'avidité capitaliste, la corruption et les violations des droits civiques.

## Casting et personnages

### Principaux
- Atthaphan Phunsawat (Gun) comme black/white
- Jumpol Adulkittiporn (Off) en tant que Sean

### Secondaire
- Tanutchai Wijitwongthong (Mond) dans le rôle de Gram
- Kanaphan Puitrakul (Premier) dans le rôle de Yok
- Harit Cheewagaroon (chanter) dans le rôle de Tod
- Gawin Caskey (Fluke) dans le rôle de Dan
- Phromphiriya Thongputtaruk (Papang) comme Kumpha
- Rachanun Mahawan (Film) comme Eugène
- Bhasidi Petchsutee (Lookjun) dans le rôle de Namo

## Réception

### Audiences télévisées en Thaïlande
- Dans le tableau ci-dessous, le nombre bleu représente les notes les plus basses et le nombre rouge représente les notes les plus élevées.

| Episode No. | Timeslot (UTC+07:00) | Air date         | Average audience share | Ref.   |
| ----------- | -------------------- | ---------------- | ---------------------- | ------ |
| 1           | Sunday 8:30 pm       | 12 December 2021 | 0.143%                 | [ 4 ]  |
| 2           | 19 December 2021     | 0.092%           | [ 5 ]                  |        |
| 3           | 26 December 2021     | 0.101%           | [ 6 ]                  |        |
| 4           | 9 January 2022       | 0.2%             |                        |        |
| 5           | 16 January 2022      | 0.2%             |                        |        |
| 6           | 23 January 2022      | 0.102%           | [ 7 ]                  |        |
| 7           | 30 January 2022      | 0.150%           | [ 8 ]                  |        |
| 8           | 6 February 2022      | 0.065%           | [ 9 ]                  |        |
| 9           | 13 February 2022     | 0.088%           | [ 10 ]                 |        |
| 10          | 20 February 2022     | 0.147%           | [ 11 ]                 |        |
| 11          | 27 February 2022     | 0.052%           | [ 12 ]                 |        |
| 12          | 6 March 2022         | 0.167%           | [ 13 ]                 |        |
| 13          | 13 March 2022        | 0.162%           | [ 14 ]                 |        |
| 14          | 20 March 2022        | 0.098%           | [ 15 ]                 |        |
| Average     | Average              | Average          | 0.126%                 | 0.126% |

1. 
 Based on the average audience share per episode.

## Bandes sonores
| Titre de la chanson    | Artiste                                                    | Ref.   |
| ---------------------- | ---------------------------------------------------------- | ------ |
| PAS MOI                | Tanatat Chaiyaat (Kangsom)                                 | [ 16 ] |
| เข้าข้างตัวเอง (MON CÔTÉ) | Atthaphan Phunsawat (Pistolet), Jumpol Adulkittiporn (Off) | [ 17 ] |
| Encore amoureux de toi | Technique de la grue (Paul Wheatley)                       | [ 18 ] |